# Горондівська сільська територіальна громада
Горондівська сільська рада об'єднана територіальна громада — територіальна громада в Україні, в Мукачівському районі Закарпатської області. Адміністративний центр — село Горонда.
Площа громади —  км², населення —  мешканців (2020).
Утворена 12 червня 2020 року шляхом об'єднання Горондівської, Жнятинської та Страбичівської сільських рад Мукачівського району.

## Населені пункти
У складі громади 3 села: Горонда, Жнятино та Страбичово.